# Mistrzostwa Polski w Tenisie Stołowym 1975
Mistrzostwa Polski w Tenisie Stołowym 1975 – 43. edycja mistrzostw, która odbyła się w 1975 roku w Gliwicach.

## Medaliści
| Konkurencja             | Złoty                                                              | Srebrny                                                               | Brązowy                                                             |
| Gra pojedyncza mężczyzn | Stanisław Frączyk (Włókniarz Łódź)                                 | Witold Woźnica (AZS Gliwice)                                          | Andrzej Baranowski (Siarka Tarnobrzeg)                              |
| Gra pojedyncza kobiet   | Danuta Calińska (Spójnia Warszawa)                                 | Czesława Noworyta (AZS Gliwice)                                       | Ewa Olek (Siarka Tarnobrzeg)                                        |
| Gra podwójna mężczyzn   | Zygmunt Zwierzyk (Karpaty Krosno) Witold Janusz (Iskra Iskrzynia)  | Marek Skibiński (Start Włocławek) Witold Woźnica (AZS Gliwice)        | Zbigniew Frączyk (Włókniarz Łódź)Stanisław Frączyk (Włókniarz Łódź) |
| Gra podwójna kobiet     | Danuta Calińska (Spójnia Warszawa) Czesława Noworyta (AZS Gliwice) | Anna Przygoda (Motor Lublin) Ewa Olek (Siarka Tarnobrzeg)             | Jolanta Szatko (Banda Kraków) Teresa Zamiela (Zagłębie Lubin)       |
| Gra mieszana            | Ryszard Czochański (Spójnia Warszawa) Ewa Olek (Siarka Tarnobrzeg) | Stanisław Frączyk (Włókniarz Łódź) Danuta Calińska (Spójnia Warszawa) | Witold Woźnica (AZS Gliwice) Czesława Noworyta (AZS Gliwice)        |